# NGC 2217
NGC 2217 (другие обозначения — ESO 489-42, MCG -5-15-10, AM 0619-271, IRAS06196-2712, PGC 18883) — галактика в созвездии Большой Пёс.
Этот объект входит в число перечисленных в оригинальной редакции «Нового общего каталога».
Плоскость галактики практически перпендикулярна лучу зрения земного наблюдателя. Было замечено что газ во внутренних областях движется в направлении, противоположном вращению звезд.
Галактика NGC 2217 входит в состав группы галактик NGC 2217. Помимо NGC 2217 в группу также входят ESO 426-1, PGC 18886, ESO 489-22, PGC 18715, ESO 489-29 и PGC 18715.